# Кресетн Сити Норт (Калифорнија)
Кресетн Сити Норт (енгл. Crescent City North) град је у америчкој савезној држави Калифорнија.

## Демографија
По попису из 2000. године број становника је 4.028.
| Група             | 2000.         | 2010.    |
| Белци             | 3.019 (75,0%) | 0 (0,0%) |
| Афроамериканци    | 33 (0,8%)     | 0 (0,0%) |
| Азијати           | 193 (4,8%)    | 0 (0,0%) |
| Хиспаноамериканци | 363 (9,0%)    | 0 (0,0%) |
| Укупно            | 4.028         | 0        |